# Vincenzo A. Sagun
Vincenzo A. Sagun (Bayan ng Vincenzo A. Sagun) är en kommun i Filippinerna. Kommunen ligger på ön Mindanao, och tillhör provinsen Zamboanga del Sur. Folkmängden uppgår till 19 072 invånare.
Vincenzo A. Sagun är indelat i 14 barangayer.